# 邝彭龄
邝彭龄（1536年—？），字幼玄，号镜泉，广东南海县人，明朝政治人物，同進士出身。

## 生平
明朝隆庆五年（1571年），参加辛未科礼部会试296名，殿试，登金榜，赐同进士出身第三甲第239名，工部觀政，1571年（隆庆五年）任上海知县。萬曆二年（1574年）调宁德县，八年升德安府通判，卒于官。

## 家族
曾祖邝璧。祖父鄺瀾。父鄺夢肖，冠帶生员。母潘氏；继母吴氏。严侍下。弟鄺聃齡。